# Bayan Lepas
Pour les articles homonymes, voir Bayan (homonymie).
Bayan Lepas est une ville malaisienne située au sud de l'île de Penang. La ville abrite l'aéroport international de Penang et la Bayan Lepas Free Industrial Zone (en), qui a parfois fait surnommer l'état du Penang de "Silicon Valley" de l'est à cause de sa petite taille et des entreprises technologiques qui y ont des usines : Bosch, Motorola, Dell, Intel ou Hewlett-Packard, par exemple.

## Histoire

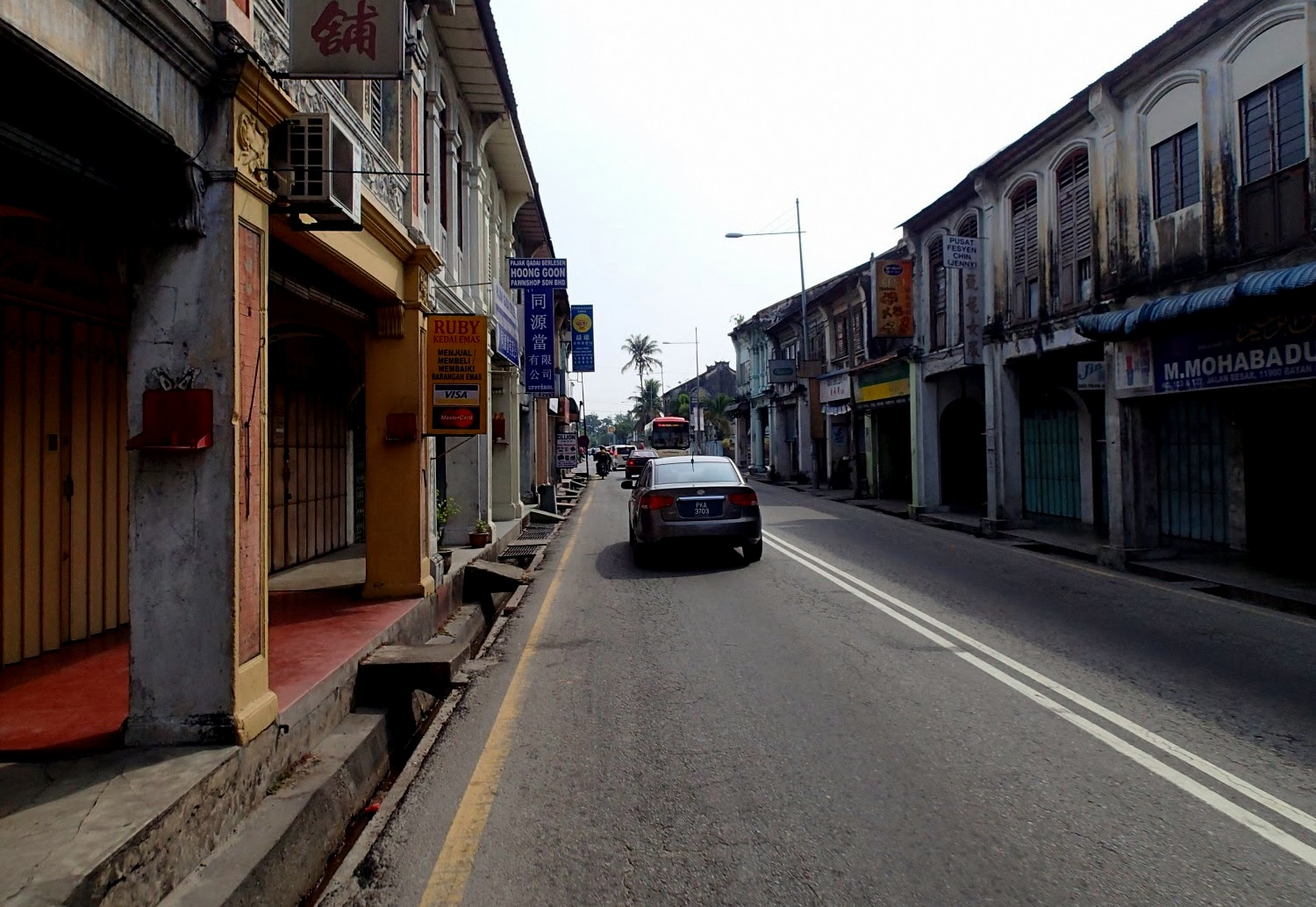
La vieille ville

Selon une légende, Bayan Lepas aurait été fondée au dix-huitième siècle par une riche famille de Sumatra dont la perruche aurait fui et trouvé refuge sur ce coin du rivage, Bayan Lepas signifiant "perruche échappée" en malais. Une autre théorie avance qu'elle aurait été fondée par Raja Bayan ou Nakhoda Bayan (id), un marchand et prince minangkabau qui se serait établi sur l'île de Penang au dix-huitième siècle, quand l'île faisait encore partie du Kedah, et qu'il fut adoubé par le sultan de Kedah comme dirigeant de l'île.
Pendant la Seconde Guerre mondiale, avant la campagne de Malaisie, les Britanniques y construisirent un fort pour défendre la base de Butterworth, mais il fut vite abandonné face à l'avancée de l'Armée impériale japonaise.
Bayan Lepas vivait essentiellement de ses rizières jusqu'aux années 1970 où fut décidé par Lim Chong Eu (en) la création de la Bayan Lepas Free Industrial Zone (en).

## Situation
La ville est bordée parles localités de Bayan Baru (en), Sungai Ara (en), Batu Maung (en)

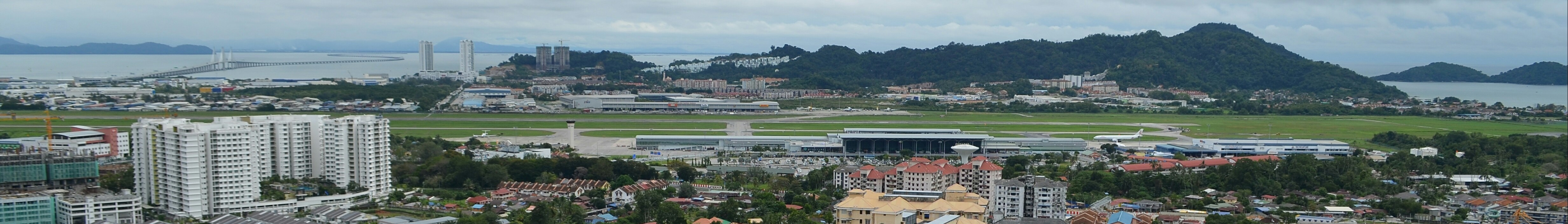
L'Aéroport international de Penang et le second pont de Penang.

## Transports
L'aéroport international de Penang fut le premier aéroport civil de la Malaisie britannique en 1935, et est aujourd'hui le troisième du pays pour le nombre de passagers, et le second pour le volume de fret.
L'industrialisation de Bayan Lepas a mené à la construction de deux ponts reliant l'île à la péninsule malaise, le pont de Penang (ouvert en 1985, entre Gelugor et Seberang Perai) puis le second pont de Penang ouvert en 2014.

## Démographie
En 2010, le mukim de Bayan Lepas comprenait 122 654 habitants, dont 47% de Malais et 37% de Chinois de Malaisie.

## Agriculture
Bayan Lepas accueille le siège du Centre mondial sur le poisson

## Religion
Bayan Lepas abrite le Temple aux Serpents, où on peut trouver, entre autres, des vipères des temples.

## Galerie

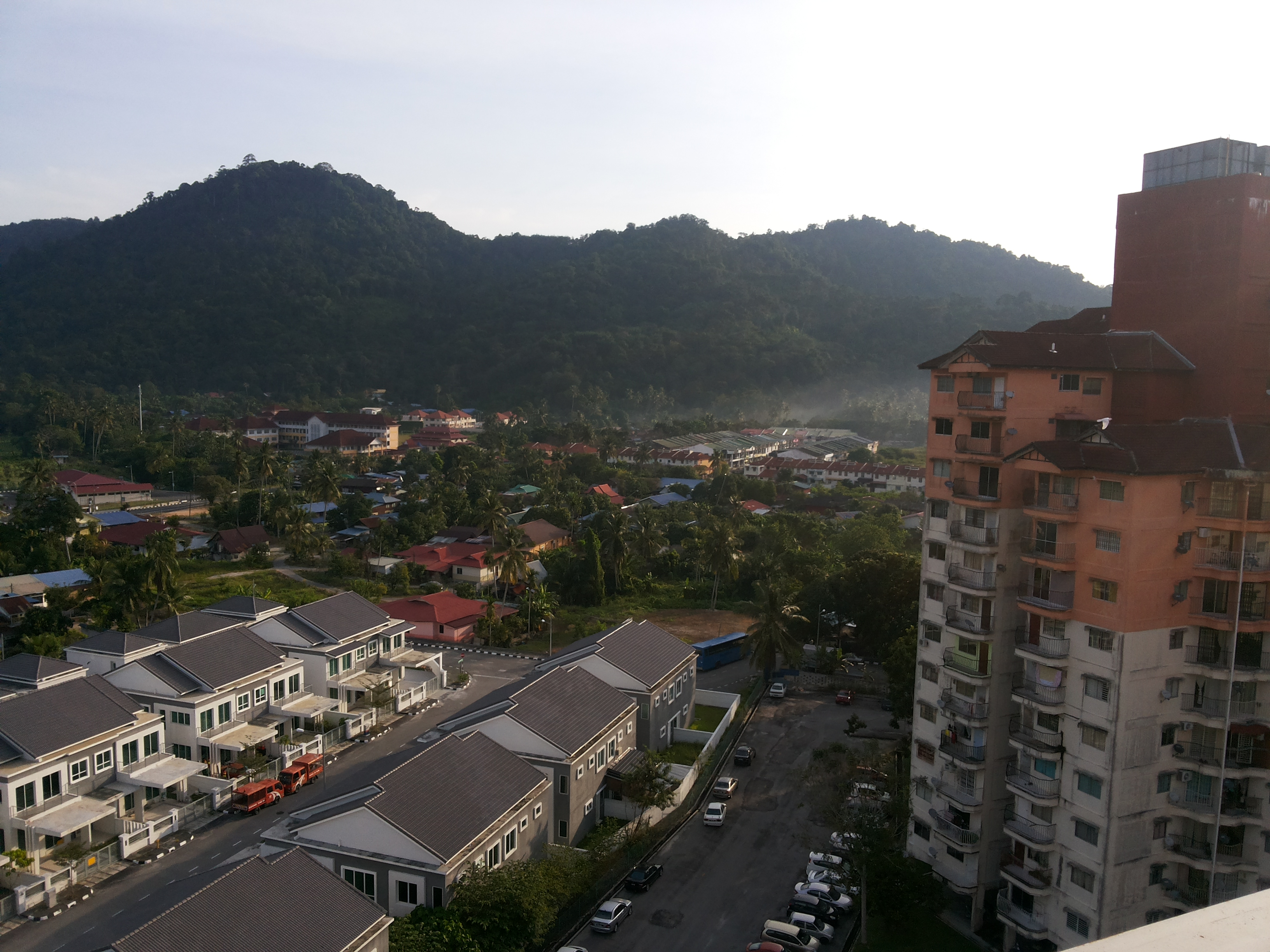
Paysage
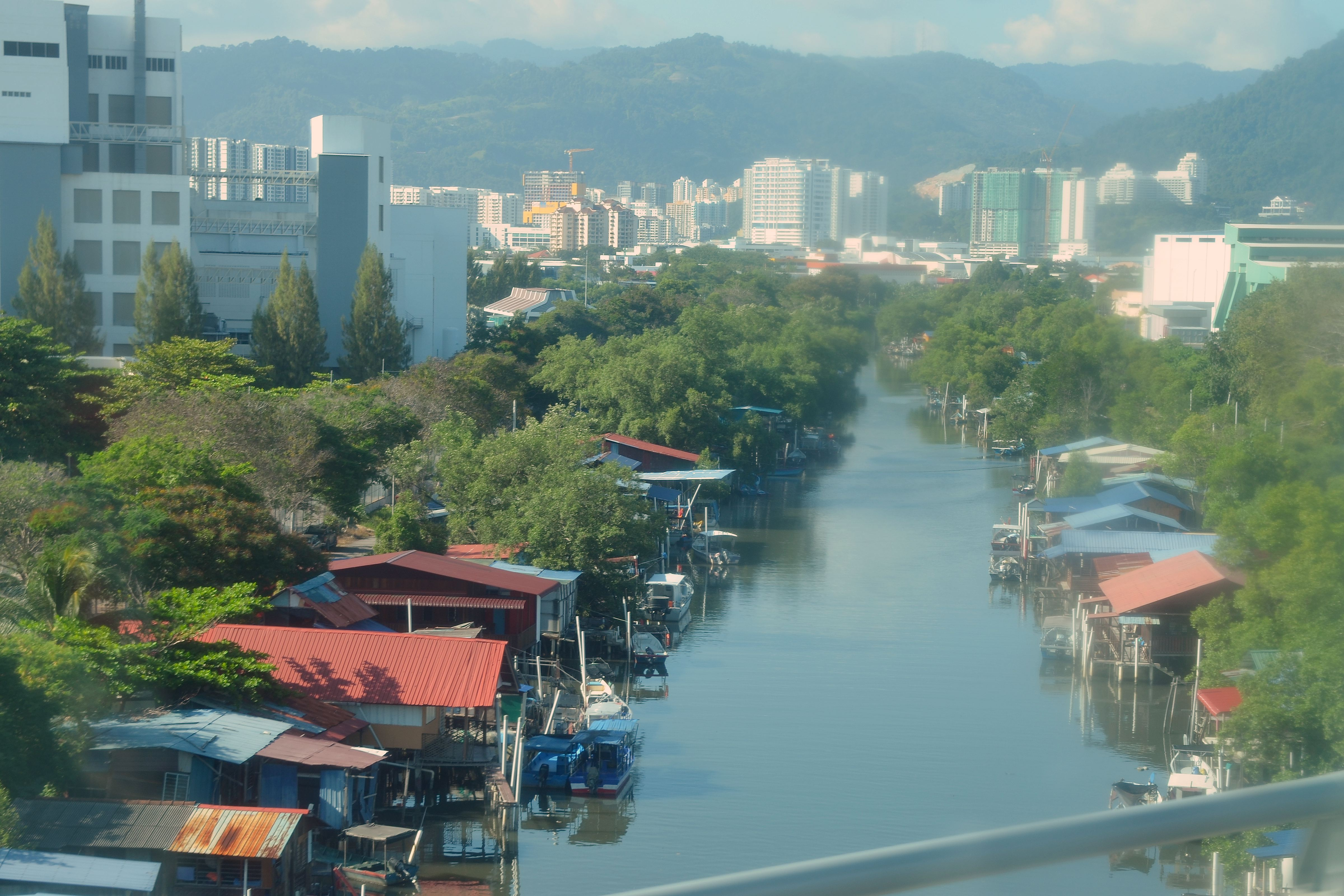
Paysage
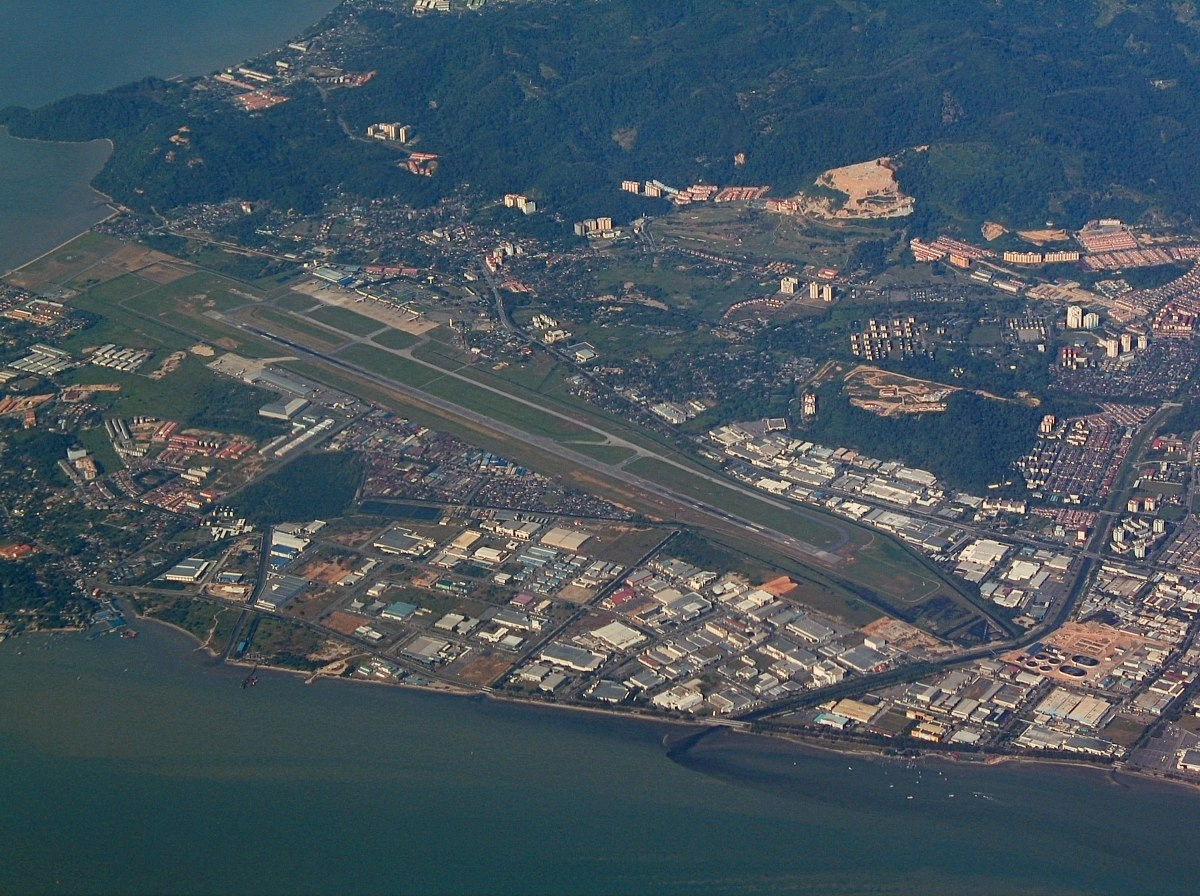
l'aéroport
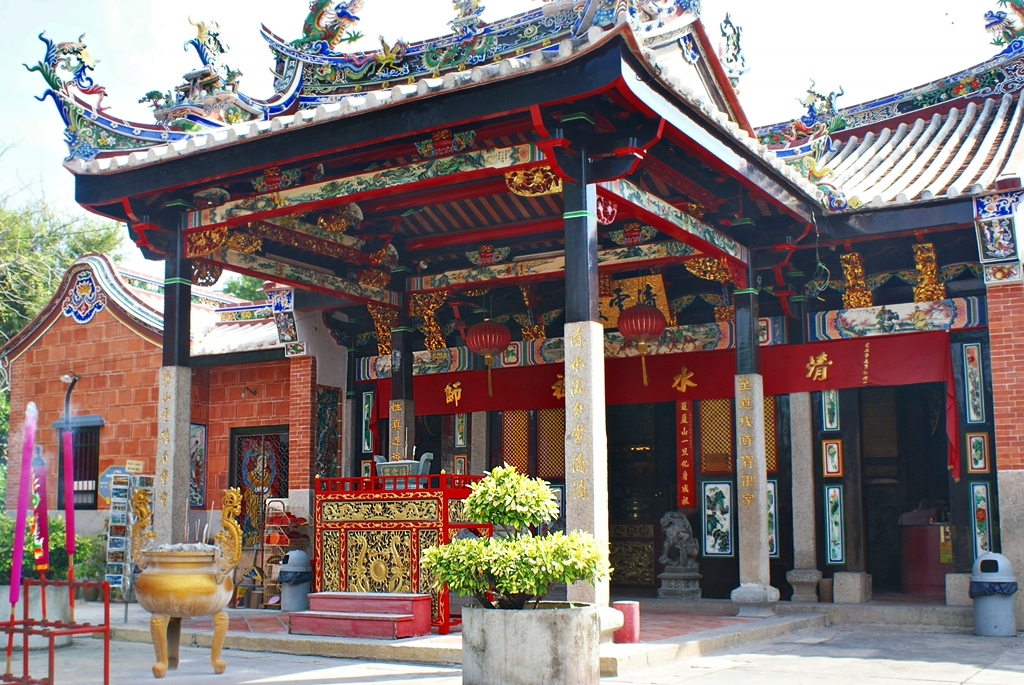
Le Temple aux Serpents